# Gabriel Mendoza
Gabriel Mendoza   (Graneros, 22 de maig de 1968) és un exfutbolista xilè de la dècada de 1990.
Fou 36 cops internacional amb la selecció de Xile.
Pel que fa a clubs, defensà els colors de Colo-Colo i Tigres UANL.